# Hummelsheim (Leverkusen)
Hummelsheim ist ein Ortsteil im Stadtteil Schlebusch des Stadtbezirks III der Stadt Leverkusen. Er ist entstanden aus dem Hummelsheimer Hof. 

## Lage und Beschreibung
Der Ort liegt am Rande der Stadtgrenze von Leverkusen zu Bergisch Gladbach in der Dhünnaue an der Landesstraße 288 zwischen Schildgen und Schlebusch. Er ist wesentlich geprägt durch das landwirtschaftliche Anwesen Hummelsheimer Hof, das auch als Ursprung des Ortes gilt.

## Geschichte
Die Topographia Ducatus Montani des Erich Philipp Ploennies aus dem Jahre 1715, Blatt Amt Miselohe, belegt, dass der Ort bereits 1715 bestand und als Homelterhöf bezeichnet wurde. Carl Friedrich von Wiebeking benennt die Hofschaft auf seiner Charte des Herzogthums Berg 1789 als Homelterhoff. Aus ihr geht hervor, dass Hummelsheim seinerzeit Teil des Kirchspiels Schlebusch war.
Unter der französischen Verwaltung zwischen 1806 und 1813 wurde das Amt Miselohe aufgelöst und Hummelsheim wurde politisch der Mairie Schlebusch im Kanton Opladen  im Arrondissement Düsseldorf zugeordnet.  1816 wandelten die Preußen die Mairie zur Bürgermeisterei Schlebusch im Kreis Opladen.
1807 schenkte Großherzog Joachim Murat unter anderem die Grafschaft Morsbroich und den Hof Hummelsheim seinem Finanzminister und provisorischen Staatssekretär Jean Antoine Michel Agar de Mercuès, Offizier der Ehrenlegion, und dessen Frau Alexandrine Andrieu de Soulomès (Nichte Murats) anlässlich ihrer Eheschließung.
Der Kreis Opladen ging 1819 im Kreis Solingen auf. 1820 hatte der als Hofstatt klassifizierte Ort 46 Einwohner. Die Einwohner waren alle katholischen Glaubens. Der Ort ist auf der Topographischen Aufnahme der Rheinlande von 1824 als Humelsheim und auf der Preußischen Uraufnahme von 1840 als Humelsheim verzeichnet. Ab der Preußischen Neuaufnahme von 1892 ist er auf Messtischblättern regelmäßig als Hummelsheim verzeichnet.
1815/16 lebten 46, im Jahr 1830 56 Menschen in Hummelsheim. 1832 war der Ort weiterhin Teil der Gemeinde Schlebusch innerhalb der Bürgermeisterei Schlebusch. Der nach der Statistik und Topographie des Regierungsbezirks Düsseldorf als Hofstadt kategorisierte Ort besaß zu dieser Zeit sechs Wohnhäuser und 13 landwirtschaftliche Gebäude. Zu dieser Zeit lebten 38 Einwohner im Ort, allesamt katholischen Bekenntnisses. Die Gemeinde- und Gutbezirksstatistik der Rheinprovinz führt den Ort 1871 mit acht Wohnhäusern und 54 Einwohnern auf. Im Gemeindelexikon für die Provinz Rheinland von 1888 werden für Hummelsheim acht Wohnhäuser mit 45 Einwohnern angegeben. 1895 besitzt der Ortsteil acht Wohnhäuser mit 48 Einwohnern, 1905 werden ebenfalls acht Wohnhäuser und 48 Einwohner angegeben.
Nach dem Zusammenschluss des Kreises Solingen mit dem Kreis Lennep 1929 zum Kreis Solingen-Lennep schloss sich die Gemeinde Schlebusch zusammen mit den Gemeinden Steinbüchel und Rheindorf zum 1. April 1930 der Gemeinde Wiesdorf an, die zeitgleich die Stadtrechte erhielt und in Leverkusen umbenannt wurde.

## Femestein
Der unter Denkmalschutz gestellte sogenannte Femestein ist auf der Liste der Baudenkmäler in Leverkusen verzeichnet. Er ist ein Grenzstein aus dem Jahr 1648 mit Wappenfeld (Thunabesen, Donnerbesen oder Femregel). 2007 wurde er als Dauerleihgabe in die Villa Römer überführt. Der meterhohe Stein trägt die Inschrift 1648 und markierte die Grenze zwischen den bergischen Ämtern Miselohe und Porz.